# Aforism
Un aforism (din grecescul αφοριζειν aphorizein, a delimita, de unde aphorismos, definiție) este un enunț concis, expresiv și memorabil care conține o cugetare, un gând adânc sau o părere cu privire la viață, cu aplicabilitate relativ generală. Cu același sens sunt folosiți și termenii maximă, adagiu și sentință. Spre deosebire de proverb, care are o origine veche și populară, despre aforisme se cunosc în general autorul (scriitor, filosof, om politic etc.) și împrejurările în care au fost scrise sau rostite.
Aforismul este expresia unui gând complet care se distinge, mai presus de toate, prin originalitate și este purtătoarea unui înțeles profund. Caracteristica principală a genului este concizia care face ca astfel de expresii să fie ușor de reținut.
Aforismul e o cale de comunicare cu cititorul mult mai rapidă și mai convingătoare decât poezia și filosofia.
Deseori aforismele se deosebesc de alte zicători concise prin necesitatea de a fi interpretate pentru a avea sens. În A Theory of the Aphorism, Andrew  Hui a definit aforismul ca „o zicere concisă care necesită interpretare.” Un exemplu celebru este aforismul lui Heraclit
```
             Nu puteți păși în același râu de două ori.
```

## Exemple
- „Veșnicia s-a născut la sat”, aforism rostit de Lucian Blaga la 5 iunie 1937, cu ocazia discursului de recepție la Academia Română.[3]
- „Ceea ce nu ne distruge, ne face mai puternici”, Friedrich Nietzsche.
- „Un aforism este un roman de un rând”, Leonid S. Sukhorukov.
- „Tinerețea nu poate constitui un merit, sau bătrânețea o vină; dar și reciproca este adevărată.” Nicolae Ciorănescu [4]

Hippocrate a dat primele aforisme, dar acestea se limitau la domeniul medicinii și aveau sensul de constatări generale asupra bolilor și simptomelor acestora. De exemplu, unul din aforismele lui Hippocrate suna astfel: „Cei grași prin natura lor sunt mai predispuși să moară subit decât cei slabi.”
Patañjali scrie și comentează, aproximativ în anul 400 î.Hr., 96 de aforisme (sutra) despre yoga, text cunoscut sub numele de  Yoga Sutra (Pātañjalayogaśāstra). Lucrarea va deveni esențială pentru adepții yoga care vor urma calea numită Yoga Regală (Raja Yoga).